# Grotte du Bison
Pour les articles homonymes, voir Bison (homonymie).
Cet article concerne la grotte du Bison à Arcy-sur-Cure dans l'Yonne, France. Pour la grotte du Bison à Meyrals, France, voir Grotte du Bison (Meyrals).
Pour un article plus général, voir Grottes d'Arcy-sur-Cure.
La grotte du Bison fait partie de l'ensemble des grottes d'Arcy-sur-Cure, situées sur la commune d'Arcy-sur-Cure dans le département de l'Yonne en Bourgogne, France.
Sa première occupation humaine remonte au Moustérien typique ancien, antérieur à 200 000 BP.
Elle est l'une des seize grottes et galerie inscrites comme  Monument historique en 1992.

## Situation

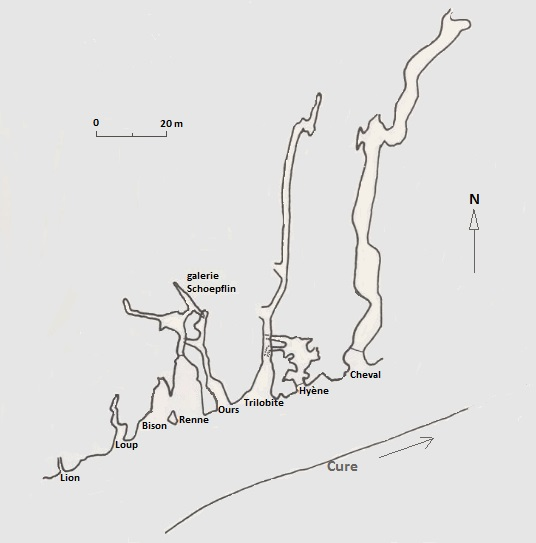
Huit cavités groupées sur environ 70 m, d'amont en aval (O-E) : Lion, Loup, Bison, Renne, Ours, Trilobite, Hyène, Cheval.

Les grottes d'Arcy-sur-Cure sont dans la vallée de la rivière Cure, affluent de l'Yonne, à environ 180 km au sud-est de Paris à vol d'oiseau, dans le sud du département de l'Yonne entre Auxerre et Avallon, à 1,3 km au sud d'Arcy-sur-Cure (2 km par la route) et à moins de 10 km au nord du parc naturel régional du Morvan. 
Elles se trouvent face au sud dans le dernier grand méandre que fait la Cure juste après que cette rivière sorte du massif du Morvan. À cet endroit, la Cure est à environ 123 m d'altitude. 
La grotte du Bison se trouve sur le versant sud du massif corallien contourné côté Est par le méandre de la Cure. Elle est à environ 280 m en amont de la Grande grotte, à quelques mètres à l'ouest de la grotte du Renne, et très proche du niveau actuel de la Cure, soit environ 125 m d'altitude.

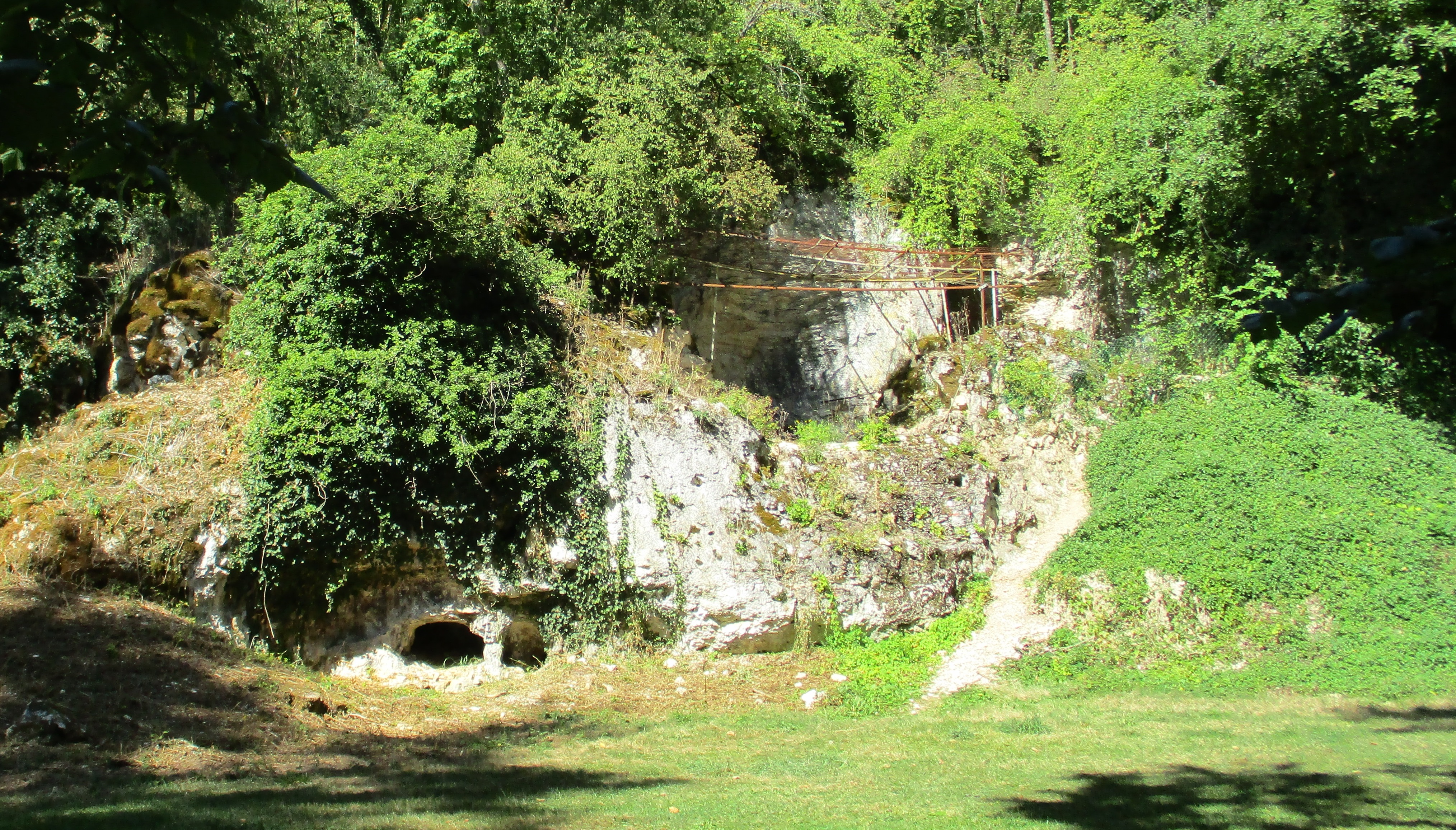
Sur la butte, grotte du Renne à droite et grotte du Bison à sa gauche sous le lattis rouge.
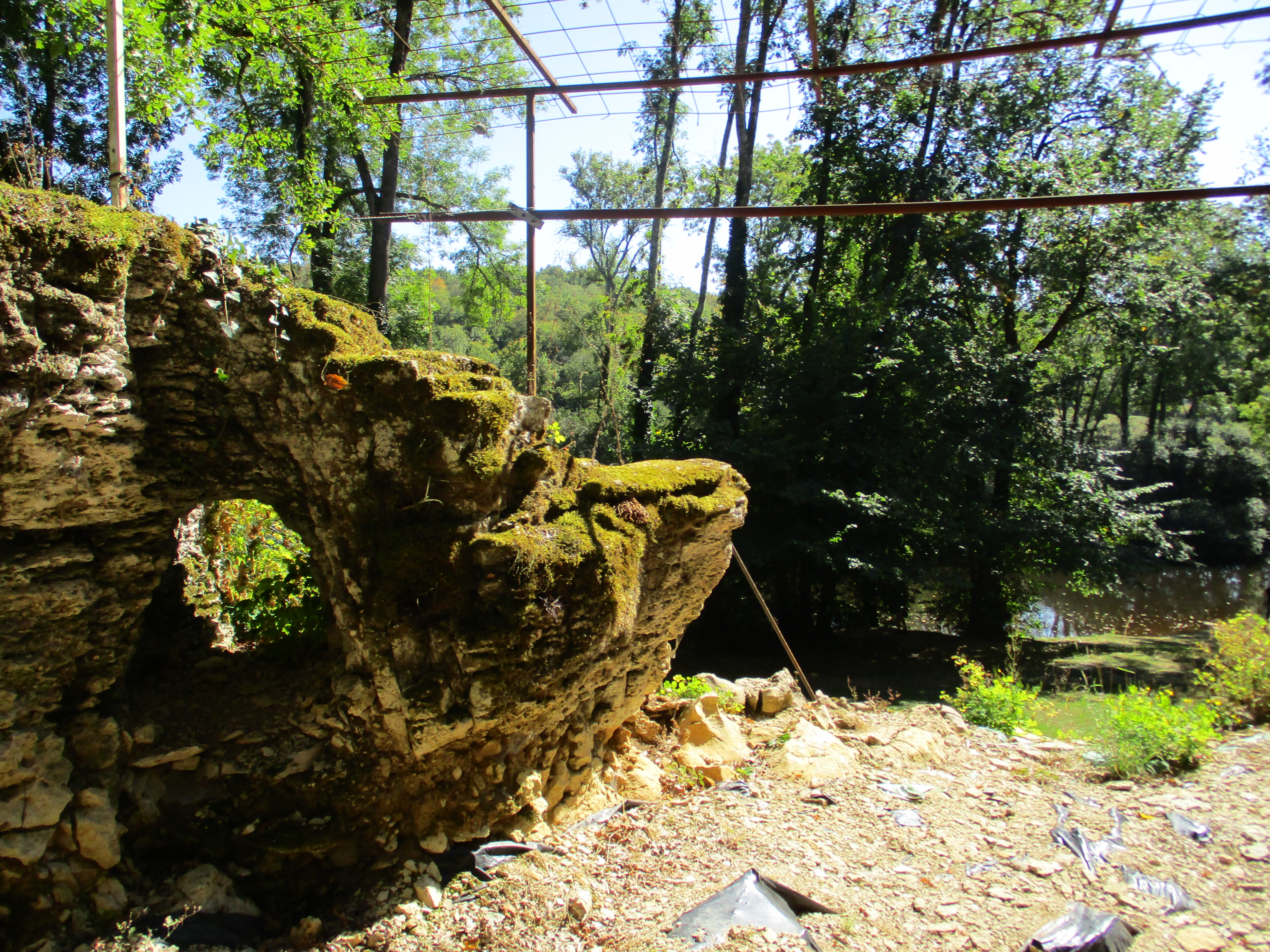
La Cure vue depuis la terrasse devant la grotte du Bison

## Découverte et fouilles
Elle est découverte par P. Poulain en 1958, et fouillée à partir de 1959 par Raymond Kapps. L'équipe d'André Leroi-Gourhan y reprend les fouilles. Après 1990 et la découverte des peintures de la Grande grotte, l'étude du site d'Arcy trouve un nouvel élan et la grotte du Bison est fouillée de nouveau.

## Description

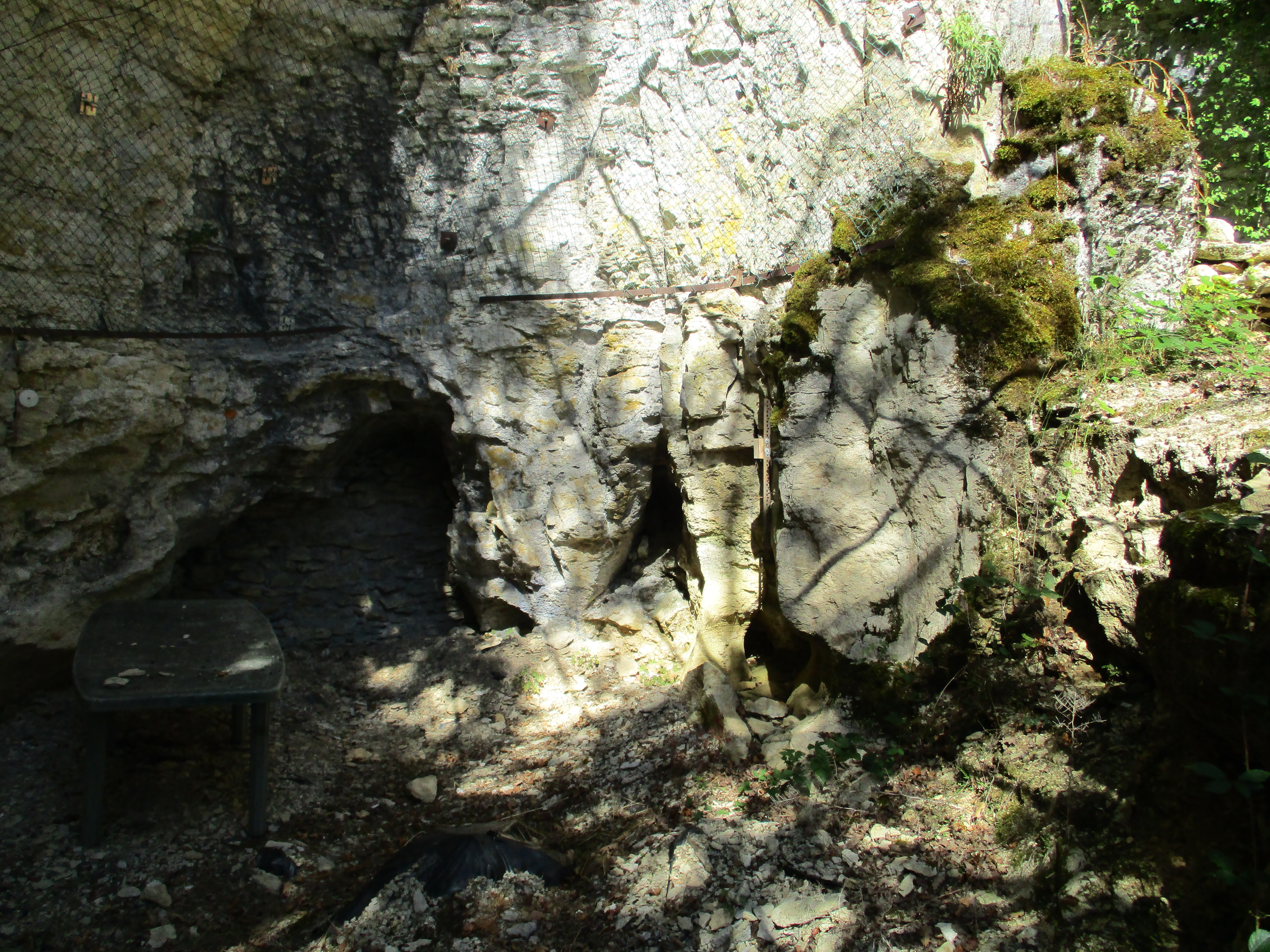
Porche muré de la grotte,
derrière la table.

Son développement est de 20 m, pratiquement sans dénivelé.
Le parvis, une surface d'environ 10 × 5 m, n'a plus de plafond. Ce porche en partie effondré ouvre sur une salle assez large qui communiquait dans le passé avec la grotte du Renne par deux ouvertures dans sa paroi Est (cette dernière très lézardée) ; l'ouverture située le plus au nord était haute d'environ 2 m pour plus de 1 m de largeur. Ces ouvertures ont été remplies par un mélange de cailloux et d'argile que les fouilles ont enlevé,. 
Cette salle se termine au fond (côté nord) par une paroi aux formes arrondies, faite de calcaires lités assez instables pour qu'il ait fallu y installer un grillage de protection. 
Elle est prolongée au fond vers le nord par un couloir relativement étroit (moins de 2 m de largeur) et bas, partiellement comblé, dont l'entrée est surmontée d'un linteau assez résistant. Sa paroi ouest, plutôt lisse, est marquée par des cannelures d’érosion dû au passage de la rivière. Sur sa paroi est, la roche est tourmentée et très fissurée vers le fond de la galerie. Les roches hétérogènes constituant son plafond ont été modelées en aspérités bombées, subséquemment aux différences de corrosion selon les roches composantes. Le sol est fait de plaquettes de calcaire et d'une argile gris-jaune granuleuse enrobant de petits fragments de roche. Après 5 m, il est bloqué par des roches et argiles auxquels sont mélangés de nombreux vestiges d'os. Ce bouchon date du Moustérien. Lors de la découverte de la grotte, le sol de ce passage était jonché de débris d'os et de pierres façonnées. 
J.P. Schoepflin, collaborateur de André Leroi-Gourhan, ayant découvert la galerie Schoepflin au fond de la grotte du Renne en 1954, Leroi-Gourhan pense que cette galerie serait une partie d'une galerie débouchant un peu à l'ouest de la grotte du Renne et reliée à la grotte du Bison.

## Histoire
Avec son entrée si proche du niveau actuel de la Cure, la grotte a été envahie par la rivière sur plusieurs périodes et subséquemment remplie de sédiments, argile et limon, formant la couche inférieure, appelée « couche K », d'environ 1 m d'épaisseur. Les « couches J » et suivantes sont composées de gros blocs de pierre provenant du plafond et des parois délitées après le retrait de la rivière. Pendant de nombreux millénaires allant du Moustérien au Paléolithique supérieur, le comblement par ces blocs a été interrompu à plusieurs périodes durant lesquelles la grotte a été occupée par des humains ou des animaux.

## Stratigraphie et palynologie
La couche D, du Châtelperronien, correspond à la couche VIII de la grotte du Renne comme le prouve l'étude archéopalynologique menée par Arlette Leroi-Gourhan, qui trouve dans ces deux couches une quantité inhabituelle de pollens de chardon (Carduacées, Asteraceae).
L'interstade des Cottés (de 37 650 à 33 350 ans BP, un interstade de la glaciation de Würm) apparaît dans les derniers niveaux du Moustérien de la grotte.

## Faune
Raymond Kapps, qui fouille l'abri à partir de 1959, y trouve des restes de mammouth. L'abri a servi d'habitat probablement pour des ours (hibernation ?) et à peu près certainement pour des hyènes - des fœtus d'oursons y ont été trouvés, ainsi que de nombreuses traces d'occupation par des hyènes : os rongés, coprolithes contenant des os broyés.

## Occupation humaine
Sa première occupation humaine remonte au Moustérien typique ancien, antérieur à 200 000 BP. Le dépôt moustérien de cette grotte, de même que celui de la grotte du Renne, est particulièrement important en taille. 
Elle a été moins fréquentée que la grotte du Renne durant le Paléolithique supérieur. Une équipe de chercheurs y travaille depuis 1995 sous la responsabilité de Maurice Hardy. Le fond de la grotte a servi à des Néandertaliens pour des activités de boucherie et de peausserie ; ils y ont laissé des grattoirs et des racloirs. L'emplacement de ces vestiges, situés dans la partie la plus obscure de la grotte, est contraire à l'usage courant : généralement les parties utilisées sont celles recevant au moins un peu de lumière. La galerie s'ouvrant au fond de la grotte présentait une des rares structures datant du moustérien : un petit foyer avec une bordure de pierres, à 2 m du début de la galerie, où le plafond n'est qu'à 45 cm de hauteur.
Deux molaires supérieures gauches ont été trouvées en 1963 dans la couche J. En 2008 quatre autres vestiges humains, appartenant à deux adultes et un enfant ou peut-être deux enfants, ont été trouvés dans la couche I : une portion de maxillaire droit avec six dents permanentes (de la canine à la 3e molaire), une partie du sinus et une partie du plancher nasal ; une 3e molaire supérieure gauche permanente qui, montrant un degré d'usure différent de celui de l'ensemble de six dents sur maxillaire, appartient à un autre individu ; une incisive déciduale d'un enfant âgé d'environ deux ans, typiquement néandertale par son tubercule lingual développé ; et un germe de première molaire permanente, qui pourrait appartenir au même enfant. 
Le maxillaire supérieur droit, trouvé en juin 2008 sous l'éboulis du porche, est celui d'un Néandertalien d'environ 35 à 40 ans ; l'os porte des traces de morsures de hyène et a été daté à 40 000 ans ou plus. Une molaire et une incisive humaines se trouvaient à proximité, appartenant à un jeune adulte et à un enfant. 
Ce niveau I a montré une occupation de la grotte par des hyènes, qui auraient pu y apporter ces vestiges.
F. David (2009) cite une molaire, deux incisives et un fragment de voûte crânienne trouvés du temps des Leroi-Gourhan dans la couche 3, pourtant archéologiquement « stérile ». Ces vestiges étaient situés dans un espace de 1 m x 50 cm, associés à une esquille de silex et des fragments d'os provenant de la couche immédiatement au-dessus. Cette association, jointe à l'environnement stérile, a amené Leroi-Gourhan à former l'hypothèse d'une tombe.

## Industrie lithique
Le fond de la grotte a servi à des Néandertaliens pour des activités de boucherie et de peausserie ; ils y ont laissé des grattoirs et des racloirs.

## Pigments
La grotte n'a pratiquement pas fourni de blocs de pigments (pesant 10 g ou plus) hormis deux petits blocs lors de fouilles anciennes (probablement les fouilles Leroi-Gourhan), et a fourni seulement 9,1 g de matière de pigment au total, presque entièrement dans la couche D (Châtelperronien) qui a livré 8,3 g de pigments rouges et 0,3 g de jaunes - nette dominance du rouge devant le jaune et le brun. 
Mais les pigments ont été abondamment utilisés et ont laissé de nombreuses traces, comme en témoigne la lecture des cahiers de fouilles qui mentionnent entre autres « une large poche d'ocre » rouge de 2 cm d'épaisseur et nombre d'autres traces : taches d'ocre sur les pierres, boulettes d'ocre, etc. Un endroit de cette couche associe des os calcinés à des restes d'ocre rouge et orangée (la couleur orange étant obtenue par calcination intermédiaire de l'ocre jaune),.
L'analyse d'un échantillon d'une couche moustérienne indéterminée donne une teneur en fer élevée, des calcites, de l'argile et de la goethite.
L'ocre est présent dans les couches moustériennes E (avec seulement quelques traces) et surtout F où l'on trouve d'importantes traces rouges près de la paroi et près d'une zone d'os carbonisés, avec de nombreux points d'ocre jaune aux alentours proches et une zone d'« ocre jaune rougie ». La couche F, avec la couche H, montrent les premiers signes d'ocre brûlée (le même phénomène apparaît dans la couche XIII de la grotte du Renne). 
La couche G a livré un éclat de chaille placé dans un « bloc d'ocre jaune assez important ». 
La couche H contient quelques points et petites taches d'ocre jaune et rouge. Des charbons de bois associés à une tache bicolore en partie jaune et en partie rouge, et d'autre part des os calcinés près d'une autre zone d'« ocre jaune rougie » (différente de celle trouvée dans la couche F), indiquent dans cette couche la calcination d'ocre jaune pour en fabriquer de la rouge. La zone des carrés R/5-6 et S/6, où se trouve la tache bicolore, a été abondamment utilisée dans la couche H pour des activités liées aux pigments ; en témoignent plusieurs tache d'ocre jaune, quelques-unes rouges, une brune, une pierre ocrée et un fragment d'os portant des traces d'ocre. 
La couche I contient de nombreux morceaux d'ocre jaune en T/16 et plusieurs points d'ocre en T/13. 
La couche J contient du manganèse et de l'ocre jaune en T/14. C'est la seule pour laquelle les cahiers de fouilles mentionnent des minéraux noirs.

## Protection
Elle est l'une des seize cavités, grottes et galerie du site d'Arcy conjointement inscrites comme Monument historique en 1992.